# For the Roses
Albums de Joni Mitchell
Blue
(1971) Court and Spark
(1974)
Singles
1. You Turn Me On, I'm a Radio
Sortie : 1972
2. Cold Blue Steel and Sweet Fire
Sortie : 1973

For the Roses est le cinquième album studio de Joni Mitchell, sorti en novembre 1972.
L'album s'est classé 11e au Billboard 200 et a été certifié disque d'or par la Recording Industry Association of America (RIAA) le 22 décembre 1972.

## Liste des titres
Toutes les chansons sont écrites et composées par Joni Mitchell.
| 1. | Banquet                        | 3:01 |
| 2. | Cold Blue Steel and Sweet Fire | 4:17 |
| 3. | Barangrill                     | 2:52 |
| 4. | Lesson in Survival             | 3:11 |
| 5. | Let the Wind Carry Me          | 3:56 |
| 6. | For the Roses                  | 3:48 |

| 1. | See You Sometime                                | 2:56 |
| 2. | Electricity                                     | 3:01 |
| 3. | You Turn Me On, I'm a Radio                     | 2:39 |
| 4. | Blonde in the Bleachers                         | 2:42 |
| 5. | Woman of Heart and Mind                         | 2:38 |
| 6. | Judgement of the Moon and Stars (Ludwig's Tune) | 5:19 |

## Personnel
- Joni Mitchell : chant, guitare et piano
- Tom Scott : saxophone
- Wilton Felder : basse
- Russ Kunkel : batterie
- Bobbye Hall : percussions
- Bobby Notkoff : violon
- James Burton : guitare électrique (piste A2)
- Graham Nash : harmonica (piste B3)
- Stephen Stills : guitare, basse, batterie (piste B4)